# 1959 en psychanalyse
 (octobre 2024).
Cet article présente les faits marquants de l'année 1959 en psychanalyse.

## Évènements
- 26-30 juillet : le XXIe congrès de l'Association psychanalytique internationale demande la création d'un comité consultatif pour examiner la candidature d'adhésion de la Société française de psychanalyse. La commission présidée par Pierre Turquet (en) se rend à Paris en 1960 pour enquêter sur la Société française de psychanalyse et plus particulièrement sur Jacques Lacan et sa pratique des séances courtes. La commission Turquet donne un avis négatif, et le 2 août 1961, au congrès d'Édinbourg, la SPF renonce à sa candidature de société composante[1].